# 尼克·博爾斯

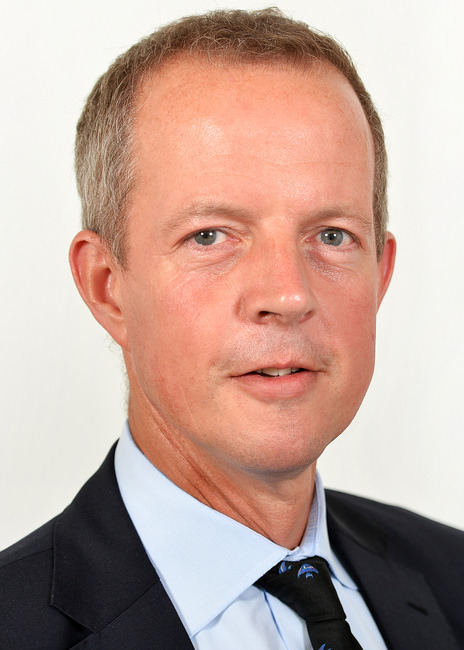

尼克·博爾斯（英語：Nick Boles，1965年11月2日—）是一位英格蘭政治人物，他的黨籍是保守黨。

## 生平
自2010年開始，他擔任格蘭瑟姆和斯坦福選區選出的英國下議院議員。他的父親傑克·博爾斯爵士曾在1975年至1983年擔任英國國民信託的主席。